# Araz Nakhitchevan
Maillots
Actualités
Le Araz Nakhitchevan PFK (en azéri : Araz-Naxçıvan Peşəkar Futbol Klubu), plus couramment abrégé en Araz Nakhitchevan, est un club azerbaïdjanais de football fondé en 1967, et basé à Nakhitchevan, capitale de la République autonome du Nakhitchevan, en Azerbaïdjan.

## Historique
- 1967 : création du club, sous le nom de l'Araz Nakhitchevan
- 1991 : fermeture du club
- 2000 : renaissance du club
- 2002 : faillite du club
- 2013 : renaissance du club

## Bilan sportif

### Palmarès
| Compétitions nationales                                                  |
| ------------------------------------------------------------------------ |
| - Championnat d'Azerbaïdjan de D2 (2) : - Champion : 2013-14 et 2022-23. |

### Bilan européen
Note : dans les résultats ci-dessous, le score du club est toujours donné en premier.
| Saison    | Compétition      | Tour             | Club           | Domicile | Extérieur | Total |
| --------- | ---------------- | ---------------- | -------------- | -------- | --------- | ----- |
| 2025-2026 | Ligue Conférence | Deuxième tour Q  | Aris Salonique | 2 - 1    | 2 - 2     | 4 - 3 |
| 2025-2026 | Ligue Conférence | Troisième tour Q | Omónia Nicosie | 0 - 4    | 0 - 5     | 0 - 9 |

Légende
- Victoire ou qualification pour le tour suivant
- Match nul
- Défaite ou élimination de la compétition